# The Black Parade/Living With Ghosts
The Black Parade/Living With Ghosts — сборник американской рок-группы My Chemical Romance, релиз которого состоялся 23 сентября 2016 года лейблом Reprise Records. Он является переизданием третьего альбома группы The Black Parade (2006). В сборник вошли не издававшиеся ранее демо и лайв-выступления времен записи The Black Parade.

## Последние релизы
Предыдущим релизом группы, выпущенным в марте 2014 под названием May Death Never Stop You: The Greatest Hits 2001–2013, был сборник хитов, который охватывал всю карьеру группы, а также некоторый ранее не издававшийся материал.

## Выпуск и продвижение
20 июля 2016 года на официальных страницах группы в Твиттере и Фейсбуке появилось видео, в котором звучало пианино из вступления песни Welcome to the Black Parade, заканчивающееся загадочной датой "9/23/16". Видео было также опубликовано на официальном YouTube-канале My chemical Romance с названием "MCRX" и привело к слухам о возвращении группы. Некоторые отмечали, что объявление о распаде группы было удалено из их твиттера, что только поднимало ажиотаж. Различные предположения возникали как у поклонников, так и у известных музыкантов до тех пор, пока не выяснилось, что The Black Parade переиздаётся 23 сентября в честь десятилетия с выпуска альбома.
Нам очень лестна ваша реакция на тизер. В наших планах нет ни тура, ни воссоединения — только релиз The Black Parade к юбилею. Большое спасибо за то, что храните MCR в своих сердцах.
Это объявление разочаровало многих фанатов до такой степени, что многие из них называли себя "убитыми горем" и "преданными". За два месяца до релиза ранняя версия Welcome to the Black Parade под названием The Five of Us Are Dying стала доступна для прослушивания, а сам альбом — для предзаказа. На своём официальном сайте My Chemical Romance посвятили переиздание их покойному руководителю A&R Крэйгу Ааронсону, умершему 29 октября 2014 года.
Мы, участники MCR, посвящаем этот релиз памяти о Крэйге Ааронсоне, нашем друге, нашем неустанном чемпионе, нашем A&R-парне. Его ценили, его любили, и по нему всегда будут скучать.

## Список композиций
Слова и музыка всех песен — Джерард Уэй, Рэй Торо, Фрэнк Айеро, Майки Уэй и Боб Брайар.
| №   | Название                                   | Длительность |
| --- | ------------------------------------------ | ------------ |
| 1.  | «The End.»                                 | 1:52         |
| 2.  | «Dead!»                                    | 3:15         |
| 3.  | «This Is How I Dissapear»                  | 3:59         |
| 4.  | «The Sharpest Lives»                       | 3:20         |
| 5.  | «Welcome to the Black Parade»              | 5:11         |
| 6.  | «I Don't Love You»                         | 3:58         |
| 7.  | «House of Wolves»                          | 3:04         |
| 8.  | «Cancer»                                   | 2:22         |
| 9.  | «Mama»                                     | 4:39         |
| 10. | «Sleep»                                    | 4:43         |
| 11. | «Teenagers»                                | 2:41         |
| 12. | «Disenchanted»                             | 4:55         |
| 13. | «Famous Last Words»                        | 4:59         |
| 14. | «Blood» (hidden track; начинается на 1:31) | 2:53         |

| №   | Название         | Длительность |
| --- | ---------------- | ------------ |
| 14. | «Heaven Help Us» | 2:56         |

| №   | Название                                    | Длительность |
| --- | ------------------------------------------- | ------------ |
| 1.  | «The Five of Us Are Dying» (rough mix)      | 3:49         |
| 2.  | «Kill All Your Friends» (live demo)         |              |
| 3.  | «Party at the End of the World» (live demo) |              |
| 4.  | «Mama» (live demo)                          |              |
| 5.  | «My Way Home Is Through You» (live demo)    |              |
| 6.  | «Not That Kind of Girl» (live demo)         |              |
| 7.  | «House of Wolves (version 1)» (live demo)   |              |
| 8.  | «House of Wolves (version 2)» (live demo)   |              |
| 9.  | «Emily» (rough mix)                         |              |
| 10. | «Disenchanted» (live demo)                  |              |
| 11. | «All the Angels» (live demo)                |              |

## Участники записи
My Chemical Romance
- Боб Брайар – ударные, перкуссия
- Джерард Уэй – вокал
- Майки Уэй – бас-гитара
- Рэй Торо – соло-гитара, бэк-вокал
- Фрэнк Айеро – ритм-гитара, бэк-вокал